# Donna McCannell
Donna McCannell (Winnipeg, 20 mei 1950) is een voormalig schaatsster uit Canada. Ze vertegenwoordigde haar vaderland op de Olympische Winterspelen 1972 in Sapporo.
Donna is de jongere zus van langebaanschaatsster Doreen McCannell.

## Resultaten

### Olympische Spelen
| Jaar | Plaats  | Resultaten    |
| ---- | ------- | ------------- |
| 1972 | Sapporo | 25e 500 meter |

## Persoonlijke records
| Afstand    | Tijd    | Datum            | Baan      |
| ---------- | ------- | ---------------- | --------- |
| 500 meter  | 46,40   | 15 februari 1964 | Innsbruck |
| 1000 meter | 1.37,21 | 6 februari 1968  | Innsbruck |
| 1500 meter | 2.36,43 | 6 februari 1968  | Inzell    |